# Sabicea ferruginea
Sabicea ferruginea là một loài thực vật có hoa trong họ Thiến thảo. Loài này được (G.Don) Benth. miêu tả khoa học đầu tiên năm 1849.